# Fritz Haber
Fritz Haber (Breslau, Prusia —ahora Breslavia, Polonia—; 9 de diciembre de 1868-Basilea, Suiza; 29 de enero de 1934) fue un químico alemán, galardonado con el Premio Nobel de Química de 1918 por desarrollar la síntesis del amoníaco, mediante el proceso con su nombre, importante para fertilizantes y química. Haber, junto con Max Born, propuso el ciclo de Born-Haber como un método para evaluar la energía reticular de un sólido iónico. También ha sido descrito como el «padre de la guerra química» por su trabajo sobre el desarrollo y despliegue del gas dicloro (antiguamente cloro) y otros gases venenosos durante la Primera Guerra Mundial.

## Biografía
Nació en una familia judía asquenazí. La suya era una de las más antiguas familias de la ciudad. Haber se convirtió más tarde por conveniencia del judaísmo al cristianismo. Su madre murió durante el parto. Su padre era un comerciante muy conocido en la ciudad. Desde 1886 hasta 1891, estudió en la Universidad de Heidelberg con Robert Bunsen, de la Universidad de Berlín (en la actualidad Universidad Humboldt de Berlín) en el grupo de August Wilhelm von Hofmann, y en la Escuela Técnica Superior de Charlottenburg (hoy la Universidad Técnica de Berlín) con Carl Theodor Liebermann. Se casó con Clara Immerwahr en 1901. Haber comenzó su investigación con el propósito de cambiar el mundo inventando el fertilizante agrícola. Gracias a él  se estima salvó a 4 mil millones de personas de la hambruna; sin embargo, al estallar la Primera Guerra Mundial , aplicó sus estudios al desarrollo de armas químicas que costaron innumerables vidas. Clara también era química y se opuso al trabajo de Haber en la guerra química. Se cree que después de una discusión con Haber sobre su implicación en la guerra, ella se suicidó. Su hijo, Hermann, nacido en 1902, más tarde se quitó igualmente la vida por avergonzarse del trabajo de su padre, la guerra química. Antes de iniciar su propia carrera académica, trabajó en el negocio químico de su padre y en el Instituto Federal Suizo de Tecnología en Zúrich con Georg Lunge.

## Premio Nobel
Durante su estancia en la Universidad de Karlsruhe desde 1894 hasta 1911, Fritz Haber y Carl Bosch desarrollaron el proceso de Haber, que es la síntesis catalítica del amonio a partir del dihidrógeno y el dinitrógeno atmosférico en condiciones de alta temperatura y presión.
En 1918 recibió el Premio Nobel de Química por este trabajo.
El proceso Haber-Bosch fue un hito en la industria química, ya que independizó la síntesis del amonio y de productos nitrogenados, tales como fertilizantes, explosivos y materias primas químicas, de los depósitos naturales, especialmente el nitrato de sodio (salitre), del cual Chile era uno de los principales (y casi único) productores. La producción de nitrato natural extraído en Chile se redujo de 2,5 millones de toneladas métricas en 1925 (vendidas a 45 dólares por tonelada empleando a 60 000 trabajadores) a solo 800 000 toneladas en 1934 (a un precio de 19 dólares por tonelada empleando a 14 133 trabajadores).
Asimismo investigó las reacciones de combustión, la separación del oro del agua del mar, los efectos de absorción, la electroquímica y la investigación de radicales libres (ver reactivo de Fenton). Una gran parte de su obra desde 1911 hasta 1933 la llevó a cabo en el Instituto Kaiser Wilhelm para Química Física y Electroquímica en Berlín-Dahlem. En 1953, este instituto fue rebautizado con su nombre. A veces se le atribuye, erróneamente, la primera síntesis del MDMA (que fue sintetizado por primera vez por el químico de Merck KGaA, Anton Köllisch, en 1912).

## Primera Guerra Mundial

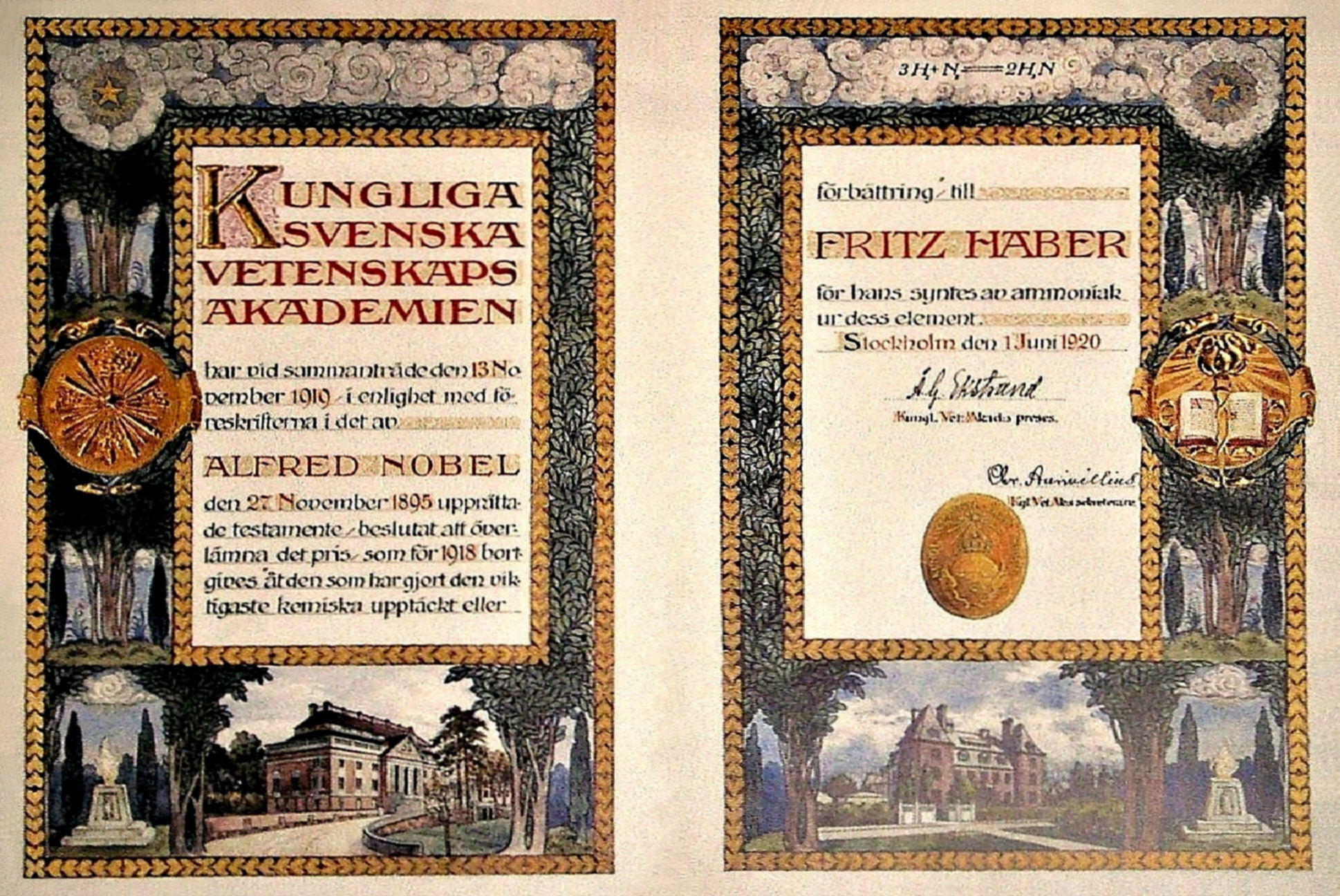
Fotografía de la copia del diploma del Premio Nobel de Química otorgado a Fritz Haber en 1918. La copia forma parte de la exposición en el Museo de la Universidad de Wroclaw.

Haber desempeñó un papel importante en el desarrollo de la guerra química en la Primera Guerra Mundial. Parte de este trabajo incluía el desarrollo de las máscaras de gas con filtros absorbentes. Además de dirigir los equipos de desarrollo de gas dicloro y otros gases letales para ser empleados en la guerra de trincheras. Haber se encargó personalmente de la liberación del gas letal por primera vez durante la segunda batalla de Ypres (22 de abril al 25 de mayo de 1915) en Bélgica a pesar de estar prohibido por la Convención de La Haya de 1907 (de la que Alemania era un país signatario). Los futuros premios Nobel James Franck, Gustav Hertz y Otto Hahn fueron soldados de gas en la unidad de Haber.
La guerra del gas en la Primera Guerra Mundial fue, en cierto sentido, la guerra de los químicos, y Haber se enfrentó a Victor Grignard, francés acreedor al Premio Nobel de Química. En cuanto a la guerra y la paz, Haber dijo una vez:

"En tiempos de paz, un científico pertenece al mundo, pero en tiempos de guerra pertenece a su país".

Su primera esposa, Clara, compañera química y la primera mujer que obtuvo un doctorado en la Universidad de Breslavia, se suicidó con un revólver en su jardín, posiblemente en respuesta a que Haber supervisara personalmente el primer uso con éxito del dicloro en la Segunda Batalla de Ypres, el 22 de abril de 1915. Se pegó un tiro en el corazón el 15 de mayo, y murió al poco. Esa misma mañana, Haber fue al Frente Oriental para supervisar la liberación de gas contra los rusos.
Haber fue un patriota alemán que estaba orgulloso de su servicio durante la Primera Guerra Mundial, por lo que fue condecorado. Incluso el káiser, Guillermo II de Alemania, le dio el grado de capitán, caso raro para un científico demasiado viejo para cumplir el servicio militar.
En sus estudios sobre los efectos de los gases venenosos, Haber señaló que la exposición durante mucho tiempo a una baja concentración a menudo tenía el mismo efecto (la muerte) que la exposición a una alta concentración durante un corto tiempo. Formuló una simple relación matemática entre la concentración del gas y el tiempo de exposición necesario. Esta relación se conoce como la regla de Haber.
Haber defendió la guerra del gas contra las acusaciones de que era inhumana, diciendo que la muerte era la muerte, por cualquier medio que se infligiera. Durante la década de 1920, los científicos que trabajaban en su instituto desarrollaron la formulación del gas cianuro Zyklon A, que se utilizó como insecticida, sobre todo como fumigante en los almacenes de grano. Los nazis refinaron el trabajo original de Haber en Zyklon B, una variante letal. Durante el Holocausto se empleó en las cámaras de gas en Auschwitz-Birkenau y en otros campos en la campaña nazi de exterminio de judíos, gitanos y otros considerados por el Tercer Reich como razas inferiores o no deseados socialmente.

## Después de la guerra
En la década de 1920, Haber buscó exhaustivamente un método para extraer el oro del agua del mar y publicó una serie de trabajos científicos sobre el tema. Después de años de investigación, concluyó que la concentración de oro disuelto en el agua del mar era mucho menor que la informada por investigadores anteriores, y que la extracción de oro del agua del mar no era rentable.
El genio de Haber fue reconocido por los nazis, que le ofrecieron una financiación especial para continuar sus investigaciones sobre armas. Pero como fuera que a sus compañeros científicos judíos ya les habían prohibido trabajar en el Reich, dejó Alemania en 1933. Su Premio Nobel de Química, y las aportaciones posteriores a los esfuerzos de guerra de Alemania en forma de fertilizantes químicos, explosivos y municiones de veneno, no fueron suficientes para evitar la difamación final de su herencia por el régimen nazi.
Se trasladó a Cambridge, Inglaterra, junto con su asistente J. J. Weiss, durante unos meses, en los que Ernest Rutherford se negó deliberadamente a darle la mano por su implicación en la guerra con gases venenosos. Haber recibió el ofrecimiento de Chaim Weizmann para el cargo de director en el Instituto Sieff Investigación (ahora el Instituto Weizmann), en Rehovot, en el Mandato de Palestina, y lo aceptó. Salió de viaje a lo que es hoy Israel en enero de 1934, después de recuperarse de un ataque al corazón. Su mala salud mermó su capacidad de valerse por sí mismo y el 29 de enero de 1934, a la edad de 65 años, murió de insuficiencia cardíaca en un hotel de Basilea, donde se encontraba descansando en su camino hacia el Medio Oriente. Fue incinerado y sus cenizas, junto con las cenizas de Clara, fueron enterradas en el cementerio de Hörnli, Basilea. En su testamento ordenó que su amplia biblioteca privada fuera donada al Instituto Sieff.
La familia inmediata de Haber también salió de Alemania. Su segunda esposa, Charlotte, con sus dos hijos, se estableció en Inglaterra. Hermann, hijo de su primer matrimonio, emigró a los Estados Unidos durante la Segunda Guerra Mundial. Se suicidó en 1946. Otros miembros de la familia de Haber murieron en campos de concentración. Uno de sus hijos, Ludwig ("Lutz") Fritz Haber (1921-2004), llegó a ser un eminente historiador de la guerra química en la Primera Guerra Mundial y publicó un libro titulado La nube venenosa (1986).

## Obras publicadas
Su principal obra se titula Thermodynamik technischer Gasreaktionen (1905). Título en inglés :  Thermodynamics of technical gas-reactions 
Algunos de los más importantes son:
(1898) - Grundriss der technischen Elektrochemie auf theoretischer Grundlage
(1924) - Practical Results of the Theoretical Development of Chemistry 
(1927) - Aus Leben und Beruf: Aufsätƶe · Reden · Vorträge 
(1928) - Über Zündung des Knallgases durch Wasserstoffatome 

Fünf Vorträge aus den Jahren 1920–1923. (1924). Nueva edición bajo el título: Die Chemie im Kriege – Fünf Vorträge (1920–1923) über Giftgas, Sprengstoff und Kunstdünger im Ersten Weltkrieg. Berlin 2020, ISBN 978-3-945831-26-7

## Eponimia
- El cráter lunar Haber lleva este nombre en su memoria.[5]

## Vida personal y familia

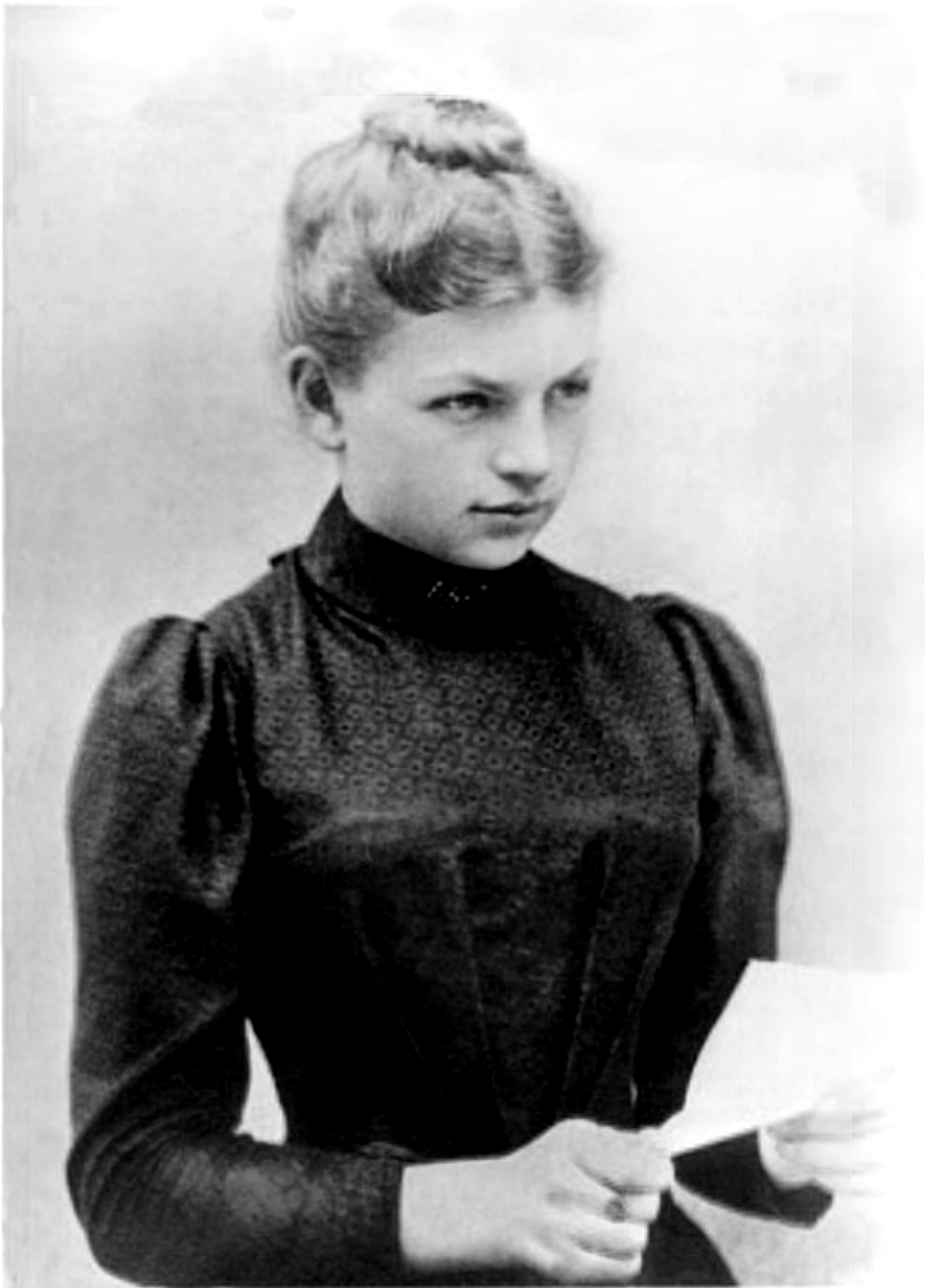
Clara Immerwahr, primera esposa de Haber.

Haber conoció a Clara Immerwahr en Breslau en 1889, mientras cumplía el año obligatorio de servicio militar. Clara era hija de un químico propietario de una fábrica de azúcar, y fue la primera mujer en obtener un doctorado (en química) en la Universidad de Breslau. Se convirtió del judaísmo al cristianismo en 1897, varios años antes de que Haber y ella se comprometieran. Se casaron el 3 de agosto de 1901; su hijo Hermann nació el 1 de junio de 1902.
Clara era una activista por los derechos de la mujer y, según algunos testimonios, pacifista.  Inteligente y perfeccionista, se deprimió cada vez más tras su matrimonio y la pérdida de su carrera. El 2 de mayo de 1915, tras una discusión con Haber, Clara se suicidó en el jardín de su casa disparándose en el corazón con el revólver reglamentario de éste. No murió inmediatamente, y fue encontrada por su hijo de 12 años, Hermann, que había oído el disparo.
Las razones de su suicidio siguen siendo objeto de especulación. El matrimonio estaba sometido a múltiples tensiones, y se ha sugerido que se oponía al trabajo de Haber en la guerra química. Según esta opinión, su suicidio pudo deberse en parte a que Haber supervisó personalmente el primer uso con éxito de gas cloro durante la Segunda Batalla de Ypres, que causó más de 67.000 bajas. Haber partió a los pocos días hacia el Frente Oriental para supervisar la liberación de gas contra el ejército ruso. Los restos de Clara, enterrados inicialmente en Dahlem, fueron trasladados posteriormente a Basilea a petición de su marido, donde está enterrada junto a él.
Haber se casó con su segunda esposa, Charlotte Nathan, el 25 de octubre de 1917 en Berlín. Cuando salía de viaje, Fritz se alojaba en el Hotel Adlon, que estaba cerca del Deutsche Klub. En este establecimiento, Fritz conoció a Charlotta Nathan, que era una de las secretarias y despertó su interés por sus logros a pesar de no tener gran experiencia ni formación. El día que la conoció, había estado lloviendo y ella le dio un paraguas para que lo usara, a lo que él respondió: "Pongo el paraguas en tus brazos y yo y mi agradecimiento a tus pies". Ella contestó: "Prefiero lo contrario". Empezaron a verse y él no tardaría en proponerle matrimonio. Charlotte rechazó la propuesta al principio debido a su gran diferencia de edad, pero finalmente aceptó.
Charlotte, al igual que Clara, se convirtió del judaísmo al cristianismo antes de casarse con Haber.  La pareja tuvo dos hijos, Eva-Charlotte y Ludwig Fritz ("Lutz"). Sin embargo, de nuevo hubo conflictos, y la pareja se divorció el 6 de diciembre de 1927.
El hijo de Haber y Clara, Hermann Haber, vivió en Francia hasta 1941, pero no pudo obtener la nacionalidad francesa. Cuando Alemania invadió Francia durante la Segunda Guerra Mundial, Hermann, su mujer y sus tres hijas escaparon del internamiento en un barco francés que viajaba de Marsella al Caribe. Desde allí obtuvieron visados que les permitieron emigrar a Estados Unidos. La esposa de Hermann, Margarethe, murió al finalizar la guerra, y Hermann se suicidó en 1946. Su hija mayor, Claire, se suicidó en 1949; también química, le habían comunicado que su investigación sobre un antídoto para los efectos del gas cloro se dejaba de lado, ya que el trabajo sobre la bomba atómica tenía prioridad.
El otro hijo de Haber, Ludwig Fritz Haber (1921-2004), se convirtió en un eminente economista británico y escribió una historia de la guerra química en la Primera Guerra Mundial, The Poisonous Cloud (La nube venenosa) (1986).
Su hija Eva vivió en Kenia durante muchos años y regresó a Inglaterra en la década de 1950. Murió en 2015, dejando tres hijos, cinco nietos y ocho bisnietos.
Varios miembros de la familia ampliada de Haber murieron en campos de concentración nazis, entre ellos la hija de su hermanastra Frieda, Hilde Glücksmann, su marido y sus dos hijos.

### Fallecimiento

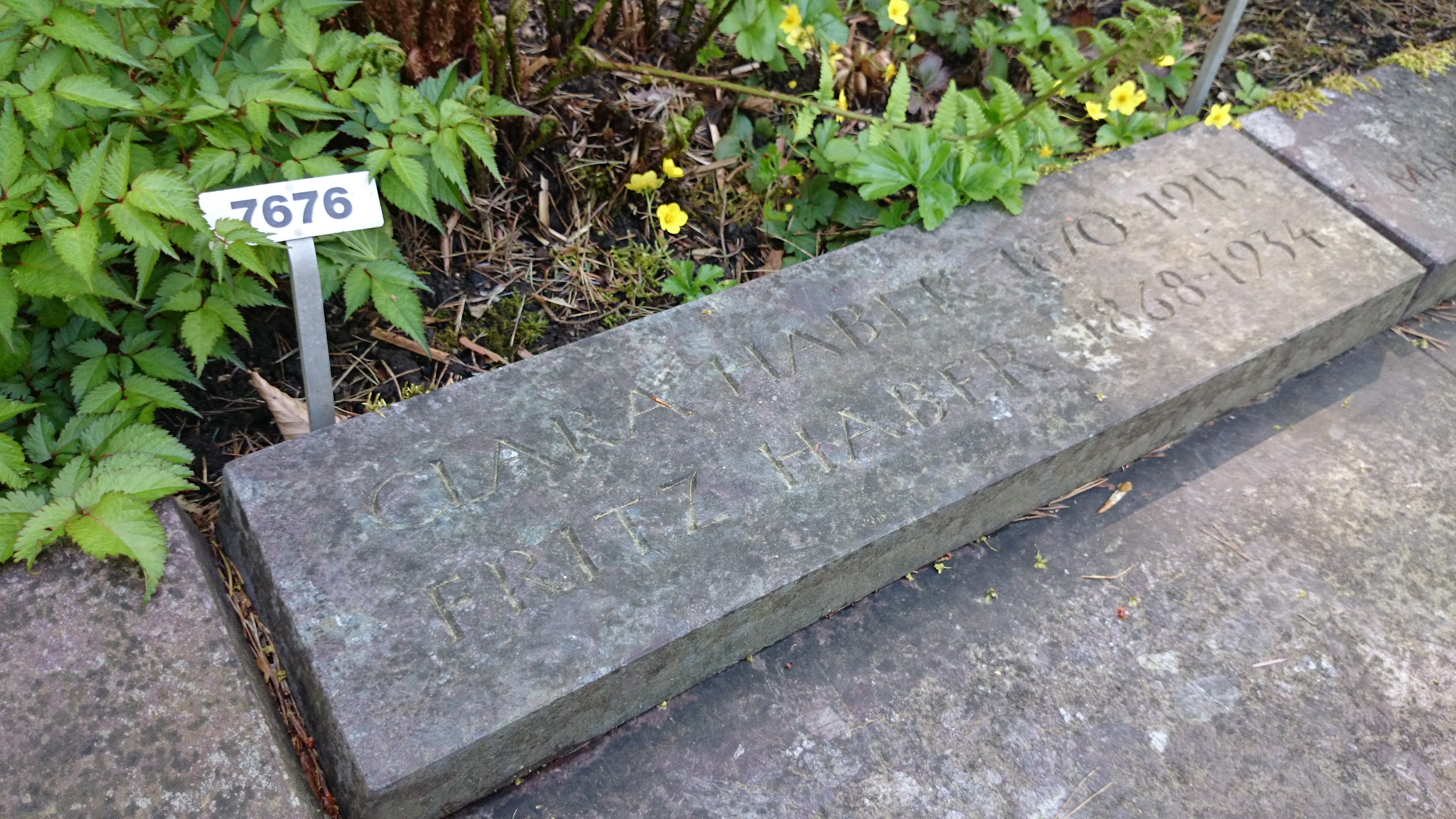
Tumba de Fritz y Clara Haber (de soltera Immerwahr) en el cementerio Hörnli de Basilea, Suiza.

Haber abandonó Dahlem en agosto de 1933 y permaneció brevemente en París, España y Suiza. Durante estos viajes, su estado de salud era muy precario. En concreto, Haber sufrió ataques de angina de pecho. Los ataques repetidos de angina de pecho pueden causar daños duraderos que probablemente contribuyeron a su muerte al año siguiente.
Mientras tanto, algunos de los científicos que habían sido homólogos y competidores de Haber en Inglaterra durante la Primera Guerra Mundial ahora le ayudaban a él y a otros a abandonar Alemania. El brigadier Harold Hartley, Sir William Jackson Pope y Frederick G. Donnan se encargaron de que Haber fuera invitado oficialmente a Cambridge, Inglaterra. Allí, con su ayudante Joseph Joshua Weiss, Haber vivió y trabajó durante unos meses. Científicos como Ernest Rutherford fueron menos indulgentes con la participación de Haber en la guerra del gas venenoso: Rutherford se negó rotundamente a estrecharle la mano.
En 1933, durante la breve estancia de Haber en Inglaterra, Chaim Weizmann le ofreció la dirección del Instituto de Investigación Sieff (ahora Instituto Weizmann) en Rehovot, en la Palestina del mandato británico. Aceptó y partió hacia Oriente Próximo en enero de 1934, en compañía de su hermanastra, Else Haber Freyhahn. Su mala salud pudo con él y el 29 de enero de 1934, a la edad de 65 años, falleció de un paro cardíaco, en pleno viaje, en un hotel de Basilea.
Siguiendo los deseos de Haber, el hijo de éste y de Clara, Hermann, dispuso que Haber fuera incinerado y enterrado en el cementerio Hörnli de Basilea el 29 de septiembre de 1934, y que los restos de Clara fueran trasladados desde Dahlem y enterrados de nuevo con él el 27 de enero de 1937. Albert Einstein, su viejo amigo, elogió a Haber con las siguientes palabras: "La vida de Haber fue la tragedia del judío alemán, la tragedia del amor no correspondido".

## Patrimonio y legado
Haber legó su extensa biblioteca privada al Instituto Sieff, donde fue dedicada como Biblioteca Fritz Haber el 29 de enero de 1936. Hermann Haber ayudó a trasladar la biblioteca y pronunció un discurso en la inauguración. : 182 Todavía existe como colección privada en el Instituto Weizmann.
En 1981, la fundación Minerva de la Sociedad Max Planck y la Universidad Hebrea de Jerusalén (HUJI) establecieron el Centro de Investigación de Dinámica Molecular Fritz Haber, con sede en el Instituto de Química de la Universidad Hebrea. Su objetivo es la promoción de la colaboración científica israelí-alemana en el campo de la dinámica molecular. La biblioteca del centro también se llama Biblioteca Fritz Haber, pero no está claro de inmediato si existe alguna conexión con la biblioteca homónima de 1936 del Instituto Sieff (ahora Weizmann).[cita requerida]
El instituto más estrechamente asociado con su trabajo, el antiguo Instituto Kaiser Wilhelm de Química Física y Electroquímica en Dahlem (un suburbio de Berlín), pasó a llamarse Instituto Fritz Haber en 1953 y forma parte de la Sociedad Max Planck .

## Premios y reconocimientos
- Miembro honorario extranjero, Academia Estadounidense de Artes y Ciencias (1914) [22] : 152 [23]
- Premio Nobel de Química (1918) [24]
- Medalla Bunsen de la Sociedad Bunsen de Berlín, con Carl Bosch (1918) [25]
- Presidente de la Sociedad Química Alemana (1923) [26] : 169
- Medalla Wilhelm Exner, 1929
- Miembro honorario, Société Chimique de France (1931) [22] : 152
- Miembro honorario de la Sociedad Química de Inglaterra (1931) [22] : 152
- Miembro honorario, Sociedad de la Industria Química, Londres, (1931) [22] : 152
- Medalla Rumford, Academia Estadounidense de Artes y Ciencias (1932) [27]
- Elegido Asociado Extranjero de la Academia Nacional de Ciencias, EE. UU. (1932) [28] [29] [30]
- Miembro honorario de la Academia de Ciencias de la URSS (1932) [22] : 152
- Junta Directiva, Unión Internacional de Química Pura y Aplicada, 1929-1933; Vicepresidente, 1931 [31] : 271
- Goethe-Medaille für Kunst und Wissenschaft (Medalla Goethe al Arte y la Ciencia) otorgada por el presidente de Alemania [26]